# 코스모스 1호 (위성)

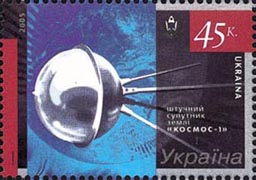
코스모스 1호 발사 기념 우표

코스모스 1호(러시아어: Космос 1)는 DS-2 No.1로도 알려져 있으며 때로는 서구에서는 스푸트니크 11호로도 알려져 있으며 1962년 소련이 발사한 기술 시연이자 전리층 연구 위성이었다. 코스모스 시스템으로 지정된 최초의 위성이었으며, 드네프로페트로우스크 스푸트니크 계획의 일환으로 발사된 최초의 우주선이 성공적으로 궤도에 도달했다.

## 역사
코스모스 1호는 DS-2 위성으로 발사된 두 위성 중 첫 번째 위성이었다. 두 번째 DS-2 No.2는 1964년 12월 1일에 발사되었으나 이를 운반하는 발사체의 페이로드 페어링이 분리되지 않아 궤도에 도달하지 못했다. DS-2는 1961년 10월 27일 처음 두 대의 DS-1 우주선인 DS-1 No.1이 실패한 후 제작된 항공 전자 공학용 원통형 섹션이 없는 초기 DS-1 위성의 축소 버전이다. 1961년 12월 21일 DS-1 No.2가 궤도에 도달했다.